# Malon e Elze
Malon e Elze (en francès Malons-et-Elze) és un municipi francès situat al departament del Gard i a la regió d'Occitània.